# آرماتیج (مینیاپولیس)
آرماتیج (به انگلیسی: Armatage) یک منطقهٔ مسکونی در ایالات متحده آمریکا است که در مینیاپولیس واقع شده‌است. آرماتیج ۴٬۸۹۵ نفر جمعیت دارد.